# Адміністративний устрій Пулинського району
Адміністративний устрій Пулинського району — адміністративно-територіальний поділ Пулинського району Житомирської області на 1 селищну громаду, 3 сільські громади і 1 сільську раду (до 2017 р. — на 1 селищну та 19 сільських рад), які об'єднують 67 населених пунктів та підпорядковані Пулинській районній раді. Адміністративний центр — смт Пулини.

## Сучасний устрій

### Список громад
| № | Назва                        | Центр      | Населені пункти | Площа км² | Місце за площею | Населення (2001), чол. | Місце за населенням |
| - | ---------------------------- | ---------- | --- | --------- | --------------- | ---------------------- | ------------------- |
| 1 | Пулинська селищна громада    | смт Пулини | с. Буряківка с. Веселе с. Веснянка с. В'язовець с. Зелена Поляна с. Івановичі с. Колодіївка с. Кошелівка с. Мирне с. Нарцизівка с. Очеретянка с. Поплавка смт Пулини с. Пулино-Гута с. Радецька Болярка с. Радецьке Будище с. Сколобів с. Стара Олександрівка с. Ужівка с. Чернявка с. Юлянівка с. Ягодинка с. Ялинівка с. Ясенівка с. Ясна Поляна с. Ясногірка с. Бабичівка с. Будище с. Видумка с. В'юнки с. Гута-Юстинівка с. Корчівка с. Липівка с. Мартинівка с. Неборівка с. Новий Завод с. Олізарка с. Тартачок с. Трудове с. Чехівці |           |                 |                        |                     |
| 2 | Курненська сільська громада  | с. Курне   | с. Березова Гать с. Білка с. Великий Луг с. Грузливець с. Калиновий Гай с. Курне с-ще Курне с. Молодіжне с. Муравня с. Новини с. Підлісне с. Слобідка с. Старий Майдан с. Стрибіж с. Тетірка с. Ходорівка с. Цвітянка с. Червоносілка |           |                 |                        |                     |
| 3 | Соколівська сільська громада | с. Соколів | с. Андріївка с. Зелена Діброва с. Рудокопи с. Соколів с. Стара Рудня с. Теньківка с. Улашанівка |           |                 |                        |                     |

### Список рад
| № | Назва                    | Центр       | Населені пункти          | Площа км² | Місце за площею | Населення (2001), чол. | Місце за населенням |
| - | ------------------------ | ----------- | ------------------------ | --------- | --------------- | ---------------------- | ------------------- |
| 1 | Павлівська сільська рада | с. Павлівка | с. Павлівка с. Шереметів |           |                 |                        |                     |

## Список рад до початку реформи (2015 року)
| №  | Назва                         | Центр            | Населені пункти                                                                                    | Площа км² | Місце за площею | Населення (2001), чол. | Місце за населенням |
| -- | ----------------------------- | ---------------- | -------------------------------------------------------------------------------------------------- | --------- | --------------- | ---------------------- | ------------------- |
| 1  | Пулинська селищна рада        | смт Пулини       | смт Пулини с. Буряківка с. Веселе с. Ягодинка                                                      |           |                 |                        |                     |
| 2  | Андріївська сільська рада     | с. Андріївка     | с. Андріївка с. Рудокопи с. Улашанівка                                                             |           |                 |                        |                     |
| 3  | Бабичівська сільська рада     | с. Бабичівка     | с. Бабичівка с. Будище с. Видумка                                                                  |           |                 |                        |                     |
| 4  | Великолугівська сільська рада | с. Великий Луг   | с. Великий Луг с. Новини с. Червоносілка                                                           |           |                 |                        |                     |
| 5  | В'юнківська сільська рада     | с. В'юнки        | с. В'юнки с. Олізарка                                                                              |           |                 |                        |                     |
| 6  | Зеленополянська сільська рада | с. Зелена Поляна | с. Зелена Поляна с. Мирне с. Нарцизівка                                                            |           |                 |                        |                     |
| 7  | Івановицька сільська рада     | с. Івановичі     | с. Івановичі                                                                                       |           |                 |                        |                     |
| 8  | Кошелівська сільська рада     | с. Кошелівка     | с. Кошелівка с. Веснянка с. В'язовець с. Радецька Болярка с. Радецьке Будище с. Сколобів с. Ужівка |           |                 |                        |                     |
| 9  | Курненська сільська рада      | с. Курне         | с. Курне с. Березова Гать с-ще Курне с. Молодіжне с. Цвітянка                                      |           |                 |                        |                     |
| 10 | Мартинівська сільська рада    | с. Мартинівка    | с. Мартинівка с. Корчівка с. Липівка с. Неборівка                                                  |           |                 |                        |                     |
| 11 | Новозаводська сільська рада   | с. Новий Завод   | с. Новий Завод с. Гута-Юстинівка с. Тартачок с. Трудове с. Чехівці                                 |           |                 |                        |                     |
| 12 | Очеретянська сільська рада    | с. Очеретянка    | с. Очеретянка с. Ясна Поляна                                                                       |           |                 |                        |                     |
| 13 | Павлівська сільська рада      | с. Павлівка      | с. Павлівка с. Шереметів                                                                           |           |                 |                        |                     |
| 14 | Пулино-Гутська сільська рада  | с. Пулино-Гута   | с. Пулино-Гута с. Чернявка с. Ясенівка                                                             |           |                 |                        |                     |
| 15 | Соколівська сільська рада     | с. Соколів       | с. Соколів                                                                                         |           |                 |                        |                     |
| 16 | Старомайданська сільська рада | с. Старий Майдан | с. Старий Майдан с. Білка                                                                          |           |                 |                        |                     |
| 17 | Стрибізька сільська рада      | с. Стрибіж       | с. Стрибіж с. Грузливець с. Калиновий Гай с. Підлісне с. Слобідка                                  |           |                 |                        |                     |
| 18 | Теньківська сільська рада     | с. Теньківка     | с. Теньківка с. Зелена Діброва с. Стара Рудня                                                      |           |                 |                        |                     |
| 19 | Тетірська сільська рада       | с. Тетірка       | с. Тетірка с. Муравня с. Ходорівка                                                                 |           |                 |                        |                     |
| 20 | Ялинівська сільська рада      | с. Ялинівка      | с. Ялинівка с. Колодіївка с. Поплавка с. Стара Олександрівка с. Юлянівка с. Ясногірка              |           |                 |                        |                     |

* Примітки: смт — селище міського типу, с. — село, с-ще — селище

## Історія
Утворений 7 березня 1923 року в складі Житомирської округи Волинської губернії з Адамівської, Буряківської, Вацлавпільської, В'юнківської, Корчівської, Кошелівської, Мартинівської, Неборівської, Новозаводської, Олізарівської, Павлівської, Прутівської, Пулино-Гутянської, Пулинської, Радецько-Болярської, Стрибізької, Цвітянської, Чернявської, Шереметівської сільських рад Пулинської волості Житомирського повіту та Довбишської, Курненської, Лугської, Недбаївської, Очеретянської, Соколовської, Старомайданської, Тетірської, Улашанівської, Яблунецької, Янушівської сільських рад Курненської волості Новоград-Волинського повіту.
24 серпня 1923 року до складу району включено Бабичівську, Гуто-Юстинівську та Старо-Олександрівську сільські ради Черняхівського району, утворено В'язовецьку, ліквідовано Чернявську сільські ради. 27 червня 1925 року В'юнківську, Гуто-Юстинівську, Довбишську, Новозаводську, Олізарівську та Шереметівську сільські ради передано до складу новоствореного Довбишського району. 28 вересня 1925 року до складу району передано Дубовецьку, Здань-Болярську, Колодіївську, Кручинецьку, Новопільську, Окілківську, Черемошненську, Щербинську та Юліанівську сільські ради Черняхівського району, Березівську та Василівську сільські ради Троянівського району, Язвинську сільську раду Володарського району. Утворено в складі району Березовогатську, Вольвахівську, Генрихівську, Курганську, відновлено Чернявську та ліквідовано Павлівську сільські ради. 27 жовтня 1926 року в складі району було утворено Видумську, Габрівську, Кароліно-Дерманську, Мирненську, Рудокопську та Стрибізьку німецьку сільські ради.
3 червня 1930 року до складу району було передано Лісківську та Солодирівську сільські ради Володарського району, Крем'янську, Олександрівську, Сорочинську та Будо-Бобрицьку сільські ради Барашівського району. До складу новоутвореного Соколовського району було передано Вацлавпільську, Великолугську, Генрихівську, Кароліно-Дерманську, Курненську, Недбаївську, Очеретянську, Рудокопівську, Соколовську, Старомайданську, Тетірську, Улашанівську, Яблунецьку та Янушівську сільські ради. 10 березня 1933 року було ліквідовано Мирненську сільську раду, 21 березня 1934 року Бабичівську сільську раду передано до складу Черняхівського району. 17 жовтня 1935 року реформований та перейменований Червоноармійський район затверджено з Адамівською, Березово-Гатською, Вольвахівською, В'язовецькою, Габрівською, Корчівською, Кошелівською, Курганською, Мартинівською, Пулино-Гутською, Пулино-Єврейською, Пулино-Німецькою, Пулино-Українською, Стрибізькою, Фрайнвальдською, Цвітянською, Чернявською сільськими радами Пулинського району, Білківською, Грузливецькою, Костянтинівською, Неборівською, Нейгеймською, Олізарівською, Прутівською, Шереметівською сільськими радами Мархлевського району, Вацлавпільською, Великолузькою, Генрихівською, Кароліно-Дерманською, Курненською, Очеретянською, Рудокопською, Соколовською, Старомайданською, Тетірською, Улашанівською, Яблонецькою, Янушівською сільськими радами Новоград-Волинської міської ради у складі. 20 червня 1937 року до складу району включено Буряківську сільську раду Черняхівського району. 14 травня 1939 року передано до складу Щорського району Білківську, Грузливецьку, Костянтинівську, Нейгеймську, Олізарівську, Прутівську, Старомайданську та Шереметівську сільські ради. До складу району було передано Видумську сільську раду зі складу Житомирської міської ради.
В 1941-43 роках територія району входила до складу гебітскомісаріату Звягель Генеральної округи Житомир. Було утворено Будищенську, Каролінську, Поплавську, Сосново-Болярську, Старчанську, Старобудську, Староруднянську та Ягодинську сільські управи.
11 серпня 1954 року ліквідовано Адамівську, Буряківську, Видумську, Вольвахівську, В'язовецьку, Корчівську, Неборівську, Рудокопську, Слобідську, Соколовську, Старо-Олександрівську, Улашанівську, Червоноармійську Другу, Червоноармійську Першу, Чернявську, Юліанівську, Яблонську та Яснополянську сільські ради. 28 листопада 1957 року до складу району передано Великолугівську та Шереметівську сільські ради ліквідованого Довбишського району, 20 березня 1959 — передано В'юнківську та Новозаводську сільські ради Дзержинського району.
30 грудня 1962 року район ліквідовано, сільські ради приєднано до складу Ємільчинського, Новоград-Волинського та Черняхівського районів. 8 грудня 1966 року район відновлено з Андріївською, Бабичівською, В'юнківською, Івановицькою, Колодіївською, Кошелівською, Курненською, Мартинівською, Новозаводською, Очеретянською, Стрибізькою, Теньківською, Червоноармійською, Чернявською сільськими радами Житомирського району, Старомайданською сільською радою Дзержинського району, Зеленополянською сільською радою Ємільчинського району, Великолугівською та Тетірською сільськими радами Новоград-Волинського району в складі.
20 вересня 1989 року було відновлено Теньківську та Павлівську сільські ради.
До початку адміністративно-територіальної реформи в Україні (станом на початок 2015 року) до складу району входили селищна та 19 сільських рад.
8 червня 2017 року в складі району утворено Пулинську селищну територіальну громаду, внаслідок чого 16 листопада 2017 року припинили існування Пулинська селищна та Зеленополянська, Івановицька, Кошелівська, Очеретянська, Пулино-Гутська та Ялинівська сільські ради Пулинського району, що увійшли до її складу.
1 серпня 2017 року в складі району були утворені Курненська, Мартинівська та Соколівська сільські територіальні громади, до складу котрих увійшли та були ліквідовані Андріївська, Бабичівська, Великолугівська, В'юнківська, Курненська, Мартинівська, Новозаводська, Соколівська, Старомайданська, Стрибізька, Теньківська та Тетірська сільські ради Пулинського району.
На час ліквідації району, відповідно до Постанови Верховної Ради України від 17 липня 2020 року, до його складу входили селищна та 3 сільські об'єднані територіальні громади і сільська рада.